# 埃皮艾
埃皮艾（法語：Épiais，法語發音：[epjɛ]）是法国卢瓦-谢尔省的一个市镇，位于该省北部，属于旺多姆区。

## 地理
埃皮艾（47°48'27"N, 1°15'5"E）面积8.7 平方千米，位于法国中央-卢瓦尔河谷大区卢瓦-谢尔省，该省份为法国中北部省份，北起厄尔-卢瓦省，东北接卢瓦雷省，东南接谢尔省，南至安德尔省，西南接安德尔-卢瓦尔省，西北接萨尔特省。
与埃皮艾接壤的市镇（或旧市镇、城区）包括：拉沙佩勒昂谢里、新乌克。

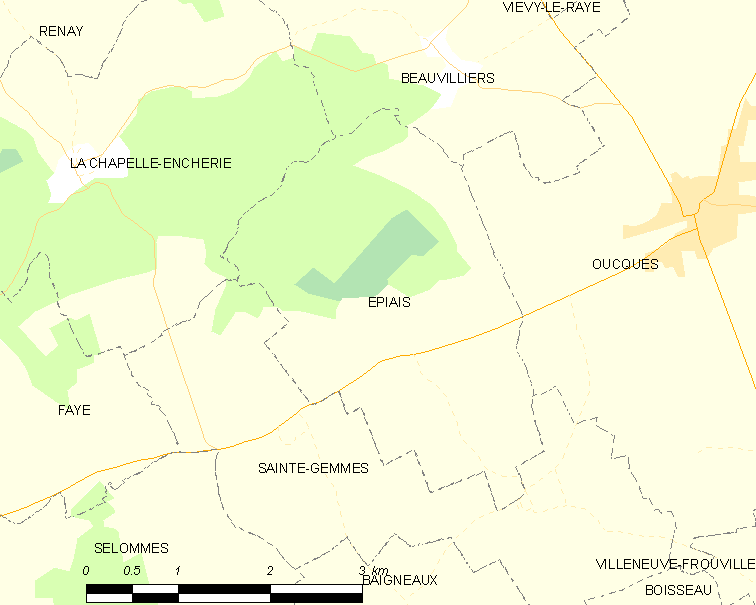
埃皮艾的OSM定位图

埃皮艾的时区为UTC+01:00、UTC+02:00（夏令时）。

## 行政
埃皮艾的邮政编码为41290，INSEE市镇编码为41077。

## 政治
埃皮艾所属的省级选区为拉博斯县。

## 人口

1962-2008年间埃皮艾人口变化图示

埃皮艾于2022年1月1日时的人口数量为119人。